# 井上舜三
井上 舜三（いのうえ しゅんぞう、1941年11月2日 - ）は、日本の経営者。戸田建設社長を務めた。

## 来歴・人物
福岡県出身。1965年に九州大学工学部建築学科を卒業し、同年4月に戸田建設に入社した。1997年6月に取締役に就任し、1999年6月に常務、2003年6月に専務を経て、2007年6月から2013年6月までに社長を務めた。